# .nr
.nr is het achtervoegsel van domeinen van websites uit het eiland Nauru.
.nr wordt vaak gezien als een interessante gratis doorlinknaam. Die perceptie is niet juist. Uitsluitend .co.nr is daarvoor beschikbaar. Dit domein is bovendien geen publieke dienst, maar die wordt aangeboden door Freedomain.